# 白金山駅
白金山駅（ペククムサンえき、朝鮮語: 백금산역）は、朝鮮民主主義人民共和国咸鏡南道端川市にある駅で、クムゴル線に属する。 

## 隣の駅
クムゴル線
トン山駅 - 白金山駅 - クムゴル駅